# XIV Premis de la Crítica de les Arts Escèniques
La catorzena edició dels Premis de la Crítica de les Arts Escèniques va correspondre a la temporada 2006-2007. El lliurament dels premis va tenir lloc al Teatre Romea de Barcelona, el 28 de gener de 2008. Malgrat que per continuïtat històrica aquesta hauria d'haver sigut la XIII edició dels premis, es va anunciar arreu com la XIV edició, motiu pel qual la XIII edició dels Premis de la Crítica de les Arts Escèniques no va existir mai.
En aquesta nova etapa es va decidir separar els premis d'interpretació per sexes, tal com ja s'havia fet, en una sola ocasió, a l'etapa anterior: l'any 1993, a la V edició. També per primera vegada es varen crear les categories específiques de millor dramatúrgia o adaptació, millor traducció i millor espectacle parateatral (dedicat a altres disciplines escèniques com ara el circ, la màgia o el teatre d'objectes, entre d'altres). Tanmateix, en l'etapa anterior dels premis ja s'havien atorgat premis per a aquests conceptes sota la categoria genèrica dels premis especials.

## XIV Premis de la Crítica de Teatre
| Categoria | Persona | Obra | Autoria | Direcció | Teatre |
| --- | --- | --- | --- | --- | --- |
| Millor espectacle | - | 2666 | Àlex Rigola i Pablo Ley, a partir de la novel·la homònima de Roberto Bolaño                                                      | Àlex Rigola | Teatre Lliure (Grec 07) |
| Millor espectacle internacional | - | Ritter, Dene, Voss | Thomas Bernhard i Stary Teatr de Cracòvia                                                                                        | Krystian Lupa | Teatre de Salt (Temporada Alta 2006)                                                                                             |
| Millor direcció | Calixto Bieito | Plataforma | Calixto Bieito, Marc Rosich i Grup Focus, a partir de la novel·la homònima de Michel Houellebecq                                 | - | Teatre Romea |
| Millor interpretació femenina | Cristina Cervià | Lúcid | Rafael Spregelburd | Rafael Spregelburd | Sala La Planeta (Temporada Alta 2006) i Sala Beckett                                                                             |
| Millor interpretació femenina | Anna Lizaran | Un matrimoni de Boston | David Mamet | Josep Maria Mestres | Teatre Lliure |
| Millor interpretació femenina | Victòria Pagès | Arcàdia | Tom Stoppard | Ramon Simó | TNC |
| Millor interpretació masculina | Rubén Ametllé | Metamorfosis | Javier Daulte i La Fura dels Baus, a partir de la novel·la homònima de Franz Kafka                                               | Àlex Ollé | Temporada Alta 2005 i Teatre Lliure (Grec 06)                                                                                    |
| Millor interpretació masculina | Joan Anguera | Primera història d'Esther | Salvador Espriu | Oriol Broggi | TNC |
| Millor interpretació masculina | Joan Anguera | Somriure d'elefant | Pau Miró i Cia. La Perla 29 | Pau Miró | Biblioteca de Catalunya (Grec 06)                                                                                                |
| Millor interpretació masculina | Lluís Marco | Soldados de Salamina | Julie Sermon, Joan Ollé i Grup Focus, a partir de la novel·la homònima de Javier Cercas                                          | Joan Ollé | Teatre Romea |
| Millor musical | - | El dúo de la africana | Lluïsa Cunillé i Xavier Albertí, a partir de la sarsuela homònima de Manuel Fernández Caballero i Miguel Echegaray               | Xavier Albertí | Teatre Lliure |
| Millor espectacle parateatral | - | La Baraque (cantina musical: vi, sopa i música)                                                                                  | Cia. Volière Dromesko i Germans Forman                                                                                           | Creació col·lectiva dirigida per Benoît Gonin                                                                                    | Plaça Margarida Xirgu (Teatre Lliure)                                                                                            |
| Millor text | Rafael Spregelburd | Lúcid | Rafael Spregelburd | Rafael Spregelburd | Sala La Planeta (Temporada Alta 2006) i Sala Beckett                                                                             |
| Millor dramatúrgia | Àlex Rigola i Pablo Ley | 2666 | Adpatació de la novel·la homònima de Roberto Bolaño                                                                              | Àlex Rigola | Teatre Lliure (Grec 07) |
| Millor traducció | Màrius Serra | Arcàdia | Tom Stoppard | Ramon Simó | TNC |
| Millor escenografia | Max Glaenzel i Estel Cristià | 2666 | Àlex Rigola i Pablo Ley, a partir de la novel·la homònima de Roberto Bolaño                                                      | Àlex Rigola | Teatre Lliure (Grec 07) |
| Millor vestuari | Nina Pawlowsky | El ventall de Lady Windermere | Oscar Wilde | Josep Maria Mestres | TNC |
| Millor il·luminació | Pere Capell, Àlex Ollé i Javier Daulte                                                                                           | Metamorfosi | Javier Daulte i La Fura dels Baus, a partir de la novel·la homònima de Franz Kafka                                               | Àlex Ollé | Temporada Alta 2005 i Teatre Lliure (Grec 06)                                                                                    |
| Premi Revelació | Jordi Casanovas | Trilogia Hardcore videogames (formada per les obres City/Simcity, Wolfestein i Tetris)                                           | Jordi Casanovas i FLYHARD produccions                                                                                            | Jordi Casanovas | Sala Beckett (City/Simcity), Versus Teatre i AREAtangent (Wolfestein i Tetris)                                                   |
| Premi especial | - Temps real, obra d'Albert Mestres estrenada a la Sala Tallers del Teatre Nacional de Catalunya sota la direcció de Magda Puyo. | - Temps real, obra d'Albert Mestres estrenada a la Sala Tallers del Teatre Nacional de Catalunya sota la direcció de Magda Puyo. | - Temps real, obra d'Albert Mestres estrenada a la Sala Tallers del Teatre Nacional de Catalunya sota la direcció de Magda Puyo. | - Temps real, obra d'Albert Mestres estrenada a la Sala Tallers del Teatre Nacional de Catalunya sota la direcció de Magda Puyo. | - Temps real, obra d'Albert Mestres estrenada a la Sala Tallers del Teatre Nacional de Catalunya sota la direcció de Magda Puyo. |
| Jurat | | | | | |
| El jurat de la catorzena edició, la primera de la segona època dels premis, va estar format Gonzalo Pérez de Olaguer i Núria Sàbat d'El Periódico de Catalunya, Joan Anton Benach i Santi Fontdevila de La Vanguardia, Maria José Ragué i Yolanda García Madariaga d'El Mundo, Begoña Barrena i Marcos Ordóñez d'El País, Sergi Doria de l'ABC, Francesc Massip i Juan Carlos Olivares de l'Avui i Jordi Bordes i Teresa Ferré d'El Punt. | | | | | |